# Familia del manganeso
La familia del manganeso se compone de todos los integrantes del Grupo 7 de la tabla periódica (antiguamente VII B). Se sitúa en el medio de los elementos de transición. Son:
- Manganeso (Mn)
- Tecnecio (Tc)
- Renio (Re)
- Bohrio (Bh)

Todos los elementos de este grupo tienen comportamientos representativos del nombre que los representa.
En este caso es el manganeso.
- Datos: Q5855799